# Championnats du monde de lutte 1921
Les  Championnats du monde de lutte 1921 se sont tenus du 5 au 8 novembre 1921 à Helsinki en Finlande. Seules les épreuves masculines de lutte gréco-romaine sont disputées.

## Médaillés

### Lutte gréco-romaine- Hommes
| Catégorie                   | Or                    | Argent                    | Bronze                  |
| --------------------------- | --------------------- | ------------------------- | ----------------------- |
| Poids coqs 58 kg            | Väinö Ikonen (FIN)    | Kaarlo Mäkinen (FIN)      | Risto Mustonen (FIN)    |
| Poids plumes 62 kg          | Kalle Anttila (FIN)   | Aleksanteri Toivola (FIN) | Erik Malmberg (SWE)     |
| Poids légers 67.5 kg        | Oskari Friman (FIN)   | Rafael Rone (LAT)         | Juho Ikävalko (FIN)     |
| Poids moyens 75 kg          | Taavi Tamminen (FIN)  | Volmar Wikström (FIN)     | Edvard Westerlund (FIN) |
| Poids lourds légers 82.5 kg | Edil Rosenqvist (FIN) | Rudolf Svensson (SWE)     | Jan Muijs (NED)         |
| Poids lourds +82.5 kg       | Johan Salila (FIN)    | Martti Nieminen (FIN)     | Emil Larsen (DEN)       |

## Tableau des médailles
| Rang  | Nation   | Or | Argent | Bronze | Total |
| ----- | -------- | -- | ------ | ------ | ----- |
| 1     | Finlande | 6  | 4      | 3      | 13    |
| 2     | Suède    | 0  | 1      | 1      | 2     |
| 3     | Lettonie | 0  | 1      | 0      | 1     |
| 4     | Danemark | 0  | 0      | 1      | 1     |
| 4     | Pays-Bas | 0  | 0      | 1      | 1     |
| Total | Total    | 6  | 6      | 6      | 18    |